# Dinarthrum chaldyrense
Dinarthrum chaldyrense är en nattsländeart som först beskrevs av Martynov 1909.  Dinarthrum chaldyrense ingår i släktet Dinarthrum och familjen kantrörsnattsländor. Inga underarter finns listade i Catalogue of Life.